# Anne Rearick
Anne Rearick est une photographe américaine née en 1960 dans l'Idaho.

## Biographie
Elle est photographe depuis l'âge de 26 ans, et a débuté en autodidacte. En parallèle, elle enseigne le cinéma et la photographie dans une école près de Boston, le Massachusetts College of Art, dont elle est diplômée.
Elle travaille en argentique, en noir et blanc et en format carré, réalise elle-même ses agrandissements. Elle a une préférence pour les portraits, mais aime faire aussi des photos jouant sur les tons, les textures, les formes et la lumière.
Son premier projet a duré deux ans durant lesquels elle a photographié le quotidien d’une mère célibataire et de sa fille. 
Elle aime prendre son temps pour créer des liens avec ses sujets, être en immersion dans les pays qu'elle photographie, les townships d'Afrique du Sud, le Pays basque français rural,, les communautés rurales d'Écosse, d'Italie, les habitants de la ville de Sète. 
Son travail, sensible et humaniste, s'inscrit dans la photographie documentaire, dans la lignée de Dorothea Lange . 
En 2003, elle reçoit une bourse Guggenheim pour une série sur la boxe amateur. Elle est lauréate du prix Roger-Pic, du prix European Mosaique (Luxembourg). Ses photos figurent dans les collections publiques internationales de la Bibliothèque nationale de France, du Centre national de l’audiovisuel du Luxembourg et du Musée d'Art moderne de San Francisco.  
Elle est membre de l'Agence Vu depuis 1993 et est représentée par la galerie Clémentine de la Féronnière à Paris.

## Expositions
- Chroniques d'un township, au festival de photojournalisme Visa pour l’image en 2014[7], exposition pour laquelle elle a reçu le prix Roger-Pic
- Exposition collective La France vue d'ici, au festival ImageSingulières de Sète en 2017
- Exposition collective Habiter, au Festival du Regard de Cergy-Pontoise du 24 mai au 14 juillet 2019, tour EDF[6].
- True West, exposition présentée dans le cadre du festival Cargo, les photographies de Saint-Nazaire, été 2025[8]

## Publications
- Anne Rearick (miresicoletea). Bernardo Atxaga, Gabriel Bauret, Christian Caujolle. Atlantica, 2003.  (ISBN 9782843946479)
- Township. Éditions Clémentine de La Féronnière, 2016.   (ISBN 9782954226651)
- Sète #17. Photographies Anne Rearick, texte Christian Caujolle. Le Bec en l'air-CéTàVoir, 2017.  (ISBN 9782367441122)
- La France vue d'ici, collectif. Editions de La Martinière-ImageSingulières-Médiapart, 2017.  (ISBN 9782732477725)